# Казымов, Джавад Магомед оглы
Джавад Магомед оглы Казымов (азерб. Kazımov Cavad Məhəmməd oğlu; 8 августа 1994, Закаталы, Азербайджан) — азербайджанский футболист, амплуа — полузащитник. Выступает в команде первой лиги Азербайджана «Сабаил».

## Биография
Родившийся 8 августа 1994 года Джавад Казымов, в 1995 году вместе с семьей переезжает в город Норильск, Красноярского края Российской Федерации. До 13 лет жил в России. В возрасте 7 лет стал заниматься футболом в детской возрастной группе ФК «Норильский Никель». В 2008 году возвращается в Азербайджан, где продолжает обучаться азам футбола в спортивной школе «РОИЛ» города Баку под руководством тренера Али Абузарова. Проводит здесь два года. Является студентом Азербайджанской государственной академии физической культуры и спорта.

## Клубная карьера

### Чемпионат
Профессиональную карьеру футболиста начал в июне 2010 года с выступления в юношеском составе (до 17 лет) клуба Премьер-лиги ФК «Баку», в рядах которого провел два сезона. В 2011—2012 годах защищал цвета клуба первого дивизиона — «Локомотив-Баладжары». В 2012—2015 годах переходит в клуб азербайджанской Премьер-лиги «Ряван» Баку.
После ухода из «Рявана» выступал в первом дивизионе за клубы «Загатала» и «Сабаил».
Статистика выступлений в чемпионате Азербайджана по сезонам:
| № | Сезон       | Клуб                  | Лига            | Игр | В запасе | Голов |
| - | ----------- | --------------------- | --------------- | --- | -------- | ----- |
| 1 | 2009 / 2010 | «Баку»                | Первый дивизион | 0   | 0        | 0     |
| 2 | 2010 / 2011 | «Баку»                | Первый дивизион | 0   | 0        | 0     |
| 3 | 2011 / 2012 | «Локомотив-Баладжары» | Первый дивизион | 0   | 0        | 0     |
| 4 | 2012 / 2013 | «Симург»              | Премьер-лига    | 1   | 1        | 0     |
| 5 | 2013 / 2014 | «Симург»              | Премьер-лига    | 0   | 6        | 0     |
| 6 | 2014 / 2015 | «Симург»              | Премьер-лига    | 3   | 2        | 0     |
| 7 | 2015 / 2016 | «Ряван»               | Премьер-лига    | 2   | 3        | 0     |

### Кубок
Статистика выступлений в Кубке Азербайджана по сезонам:
| № | Сезон       | Клуб       | Игр | В запасе | Голов |
| - | ----------- | ---------- | --- | -------- | ----- |
| 1 | 2011 / 2012 | «Нефтчала» | 1   | 1        | 0     |

## Достижения
Победитель чемпионата Азербайджана сезона 2009/10 годов, среди футболистов до 17 лет в составе ФК «Баку».